# Francesco Balbi di Correggio

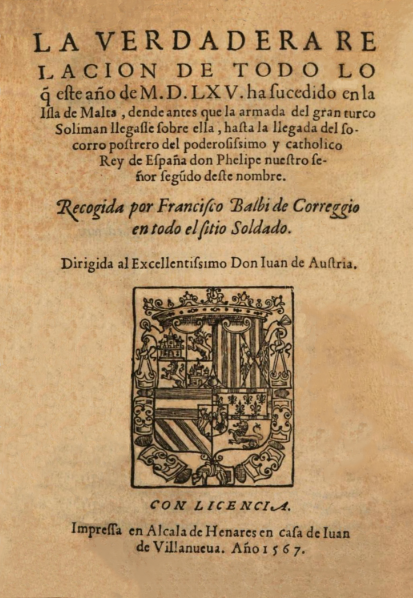
Boek van Balbi (1567).

Francesco Balbi di Correggio (Coreggio, 16 maart 1505 – 12 december 1589) was een Italiaans krijgsman en auteur. Zijn verslag van het Beleg van Malta (1565), waarin hij als haakbusschutter diende in het Spaanse leger, is de voornaamste bron van informatie over de gebeurtenissen.

## Leven en werk
Over Balbi is niet veel bekend, behalve dat hij de enige kroniekschrijver is die – op de leeftijd van 60 jaar – persoonlijk aan de oorlog deelnam. Hij was meer bepaald aanwezig bij de aanvallen op Senglea. Zijn verslag van de gebeurtenissen verscheen twee jaar nadien in het Spaans (1567). Een gecorrigeerde en vermeerderde versie volgde in 1568.
Haast alle latere christelijke geschiedenissen van het Turkse beleg zijn op Balbi gebaseerd. Ook Giacomo Bosio, de historiograaf van de johannieters, steunt zijn verhaal op Balbi. Hij geeft onder meer een overzicht van alle gesneuvelde en overlevende ridders.

## Edities
- La verdadera relacion de todo lo q[ue] este año de MDLXV ha sucedido en la Isla de Malta, dende antes que la armada del gran turco Soliman llegasse sobre ella, hasta la llegada del socorro postrero del poderosissimo y catholico Rey de España don Phelipe nuestro señor segu[n]do deste nombre, Alcala de Henares, Iuan de Villanueua, 1567 en Barcelona, Reigner, 1568
- The Siege of Malta 1565, vertaald uit het Spaans door Henry Alexander Balbi, 1961

- Biblioteca Nacional de España: XX4447799
- Bibliothèque nationale de France: cb162108102 (data)
- Gemeinsame Normdatei: 104334908
- International Standard Name Identifier: 0000 0001 0854 8474
- Library of Congress Control Number: nr97005922
- Nederlandse Thesaurus van Auteursnamen: 288845188
- Système universitaire de documentation: 09032319X
- Virtual International Authority File: 5362597
- WorldCat: E39PBJk8VV7YCxgBkBhKY6GJXd